# Henry Luyten
Henry Luyten (auch: Jan Hendrik Luyten) (21. Mai 1859 in Roermond – 21. Januar 1945 in Brasschaat) war ein niederländisch-belgischer Maler. Er ist bekannt für impressionistische Genreszenen, Seestücke, Landschaften, Porträts und Tierbilder.

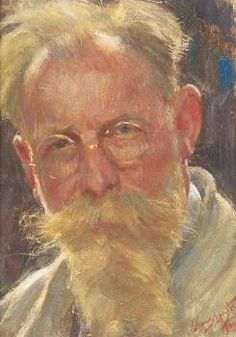
Selbstporträt, ca. 1920

## Leben und Werk
Hendrik Luyten wurde in Roermond, Niederlande, als Sohn von Johanna Hendrica de Bee (1829–1904) und  Francis Hubert Luyten (1833–1908) geboren.  Ab 1878 studierte er an der Königlichen Akademie der schönen Künste Antwerpen, u. a. Zeichnung bei Polydore Beaufaux und Malerei bei Karel Verlat. 1883 studierte er für 10 Monate an der École des Beaux-Arts in Paris bei Alexander Cabanet. 1884 wurde Luyton Mitglied des Künstlerzirkels „Als ik kann“, dem er 1890–1898 vorstand und mit dem er viele Ausstellungen organisierte. 1886 gewann er eine erste Goldmedaille für eines seiner Bilder in Amsterdam, wo er sich mit den Künstlern Matthijs Maris, Jacob Maris, Hendrik Willem Mesdag, Lawrence Alma-Tadema und dem italienischen Maler Giovanni Segantini anfreundete.
Von  1886 bis 1887 lebte Luyten in der Kohlegegend Borinage. Ein dort miterlebter Bergarbeiterstreik inspirierte Luyten zu dem 3 × 5 Meter großen Triptychon De Werkstaking (Kampf ums Leben), an dem er fast zehn Jahre arbeitete. Seit den späten 1880er Jahren malte Luyten vermehrt Porträts, oft in der Umgebung einer Ziegelfabrik in Nijmegen. Luyton wurde international erfolgreich und erhielt zahlreiche Auszeichnungen für seine Arbeiten (u. a. München 1888, London 1890, Gent 1892, Antwerpen 1894, Dresden 1897, sowie auf den  Weltausstellungen in Antwerpen und Paris 1889).
Am 17. April 1890 heirateten Luyten und Joanna Francisca Brees (1854–1916). Ihr Sohn Henry Francis wurde am 28. November 1892 geboren. Joanna verließ Luyton 1905, Luytens Zuneigung zu Mara Corradini blieb unerwidert. 1917 ging Luyten eine zweite Ehe mit seiner Schülerin Hedwig Behnisch ein. Mit ihrer Nichte Käthe hatte er eine 1933 geborene uneheliche Tochter namens Liselotte.
Am 12. März 1896 wurde Luyton offiziell Belgier.
1900 gründete Luyton sein Institut der Schönen Künste Henry Luyten (Institut de Beaux-Arts Henry Luyten) in Brasschaat bei Antwerpen, das bis zum Ersten Weltkrieg Zulauf von etwa 50 Schülern aus Europa und den Vereinigten Staaten hatte. Gemalt und gezeichnet wurde in der Natur und im Atelier vor allem an ländlichen Porträts, Akten, Tieren und Landschaften. Zu den Schülern gehörten Mara Corradini (Italien/Schweiz), Flora Zenker (Deutschland), Mary Poulle (USA), Pierre Blanc (Luxemburg), Maria Jansen (Niederlande), Mathilde Bernard (Belgien) und Hedwig Behnisch (Deutschland).
Nach dem Ersten Weltkrieg wurde dem mit einer Deutschen verheiratete Luyton zur Last gelegt, für die von den Deutschen bewilligte Einführung von Niederländisch (statt Französisch) als Arbeitssprache an der Universität Gent gestimmt zu haben, und gegen Ende des Krieges eine Anstellung an der Akademie Antwerpen akzeptiert zu haben. Er verlor diesen Posten und ging mit seiner Frau 1919 nach Deutschland, wo sie Norddeutschland bereisten und die Künstlersiedlungen Worpswede und Ahrenshoop besuchten. Von 1920 lebten sie in  Wieck auf dem Darß, bis sie 1923 nach Belgien zurückkehrten.
Luytons Arbeiten wurden 1926 in London und 1928 in Manchester ausgestellt aber in Belgien boykottiert. 1931 bis 1944 arbeitete er zu Ehren der von Belgien unterdrückten Flamen am großformatigen Gemälde Het Gulden Doek van Vlaanderen (Das goldene Gemälde Flanderns), das mehr als einhundert berühmte Persönlichkeiten der flämischen Geschichte zeigt.

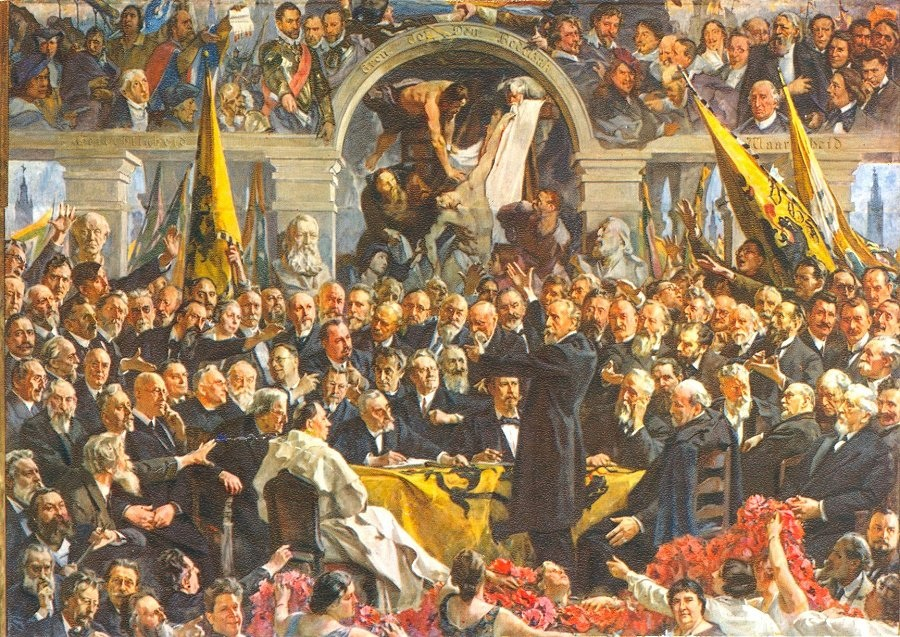
Het Gulden Doek van Vlaanderen

Nach einer Schenkung an seinen Geburtsort Roermond wurde 1932 das Municipal Museum Hendrik Luyten – Dr. Cuypers eröffnet.
Henry Luyten starb am 21. Januar 1945 im Alter von 85 Jahren, wenige Tage nach einer Verhaftung und im Gefängnis verbrachten Nacht.

## Retrospektiven
- Brasschaat 1995
- Roermond 1995, 2006 (Sonata), 2008 (Het Volk van Luyten, Luytens Menschen)[10].